# Újezdec (Číčenice)
Újezdec je malá vesnice, část obce Číčenice v okrese Strakonice v Jihočeském kraji. Nachází se asi dva kilometry jihovýchodně od Číčenic. Je zde evidováno 33 adres. V roce 2011 zde trvale žilo 77 obyvatel. Při severozápadním okraji vesnice probíhá železniční trať 192 Číčenice – Týn nad Vltavou se zastávkou Újezdec u Číčenic.
Újezdec leží v katastrálním území Číčenice o výměře 11,97 km².

## Historie
První písemná zmínka o vesnici pochází z roku 1389.

## Obyvatelstvo
| Rok            | 1869 | 1880 | 1890 | 1900 | 1910 | 1921 | 1930 | 1950 | 1961 | 1970 | 1980 | 1991 | 2001 | 2011 | 2021 |
| -------------- | ---- | ---- | ---- | ---- | ---- | ---- | ---- | ---- | ---- | ---- | ---- | ---- | ---- | ---- | ---- |
| Počet obyvatel | 158  | 187  | 172  | 178  | 178  | 187  | 176  | 123  | 120  | 93   | 68   | 60   | 144  | 77   | 39   |
| Počet domů     | 31   | 32   | 32   | 32   | 30   | 31   | 36   | 37   | 58   | 30   | 26   | 31   | 36   | 35   | 32   |

## Obecní správa
Při sčítání lidu v letech 1850–1879 Újezdec byl osadou obce Záblatí v okrese Budějovice. V letech 1880–1963 byl samostatnou obcí, se kterým patřil nejprve do okresu Písek, ale v roce 1950 v okrese Vodňany. Od roku 1964 je částí obce Číčenice v okrese Strakonice.